# Antoine Bohier
Antoine Bohier (Boyer o Bouchier) Du Prat (Issoire, c. 1460 - Blois, 27 de noviembre de 1519) fue un prelado francés. 

## Biografía
Hijo de  Austremoine Bohier, que fue barón de Saint-Ciergue y secretario de los reyes Carlos VII,  Luis XI y Carlos VIII, y de Béraude Du Prat, tuvo por hermanos a Jean, que llegó a ser arzobispo de Narbona, Thomas, secretario de Carlos VIII, y Henry, general de finanzas. 
Tomó los votos en la abadía de la Trinidad de Fécamp de la Orden de San Benito; fue abad de este monasterio y de los de Saint-Ouen de Rouen y Issoire, canciller del Parlamento de Normandía en 1499 y arzobispo de Bourges desde 1514. 
A instancias de la reina madre Luisa de Saboya, el papa León X le creó cardenal presbítero con título de Santa Anastasia en el consistorio del 1 de abril de 1517.   
Fallecido en 1519 con cerca de sesenta años de edad, fue sepultado junto al púlpito de la catedral de Bourges. 